# Anja Fichtel

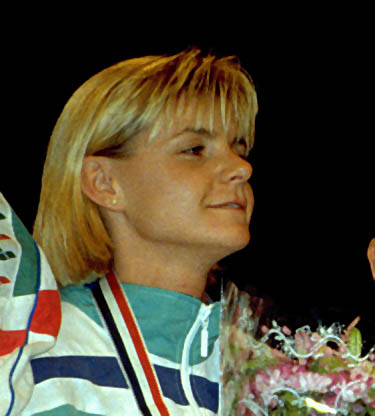
Anja Fichtel 1995

Anja Fichtel (Tauberbischofsheim, 17 augustus 1968) is een Duits floretschermer.

## Resultaten

### Soloresultaten: medaille
Olympische medaille
- 1988 Goud: Olympische Zomerspelen, Seoel, Korea

Wereldbeker medaille
- 1986 Goud: Wereldbeker Schermen, Sofia, Bulgarije
- 1989 Zilver: Wereldbeker Schermen, Denver, USA
- 1990 Goud: Wereldbeker Schermen, Lyon, Frankrijk

Europees kampioenschap medaille
- 1996 Brons: Europees kampioenschap Schermen, Limoges, Frankrijk

### Teamresultaten: medaille
Olympische medaille

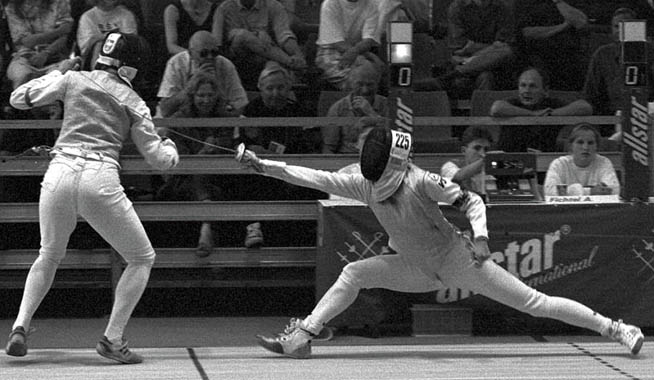
Anja Fichtel (r.) Wereldbeker Schermen 1993 in Essen

- 1988 Goud, Olympische Zomerspelen in Seoel, Korea
- 1992 Zilver, Olympische Zomerspelen in Barcelona, Spanje
- 1996 Brons, Olympische Zomerspelen in Atlanta, Verenigde Staten

Wereldbeker medaille
- 1985 Goud, Wereldbeker Schermen, Barcelona, Spanje
- 1986 Brons, Wereldbeker Schermen, Sofia, Bulgarije
- 1989 Goud, Wereldbeker Schermen, Denver, Verenigde Staten
- 1991 Brons, Wereldbeker Schermen, Boedapest, Hongarije
- 1993 Goud, Wereldbeker Schermen, Essen, Duitsland
- 1995 Brons, Wereldbeker Schermen, Den Haag, Nederlands

1924: Ellen Osiier ·
1928: Helene Mayer ·
1932: Ellen Preis ·
1936: Ilona Elek ·
1948: Ilona Elek ·
1952: Irene Camber ·
1956: Gillian Sheen ·
1960: Heidi Schmid ·
1964: Ildikó Uslaky-Rejtő ·
1968: Jelena Novikova ·
1972: Antonella Ragno-Lonzi ·
1976: Ildikó Schwarczenberger ·
1980: Pascale Trinquet ·
1984: Luan Jujie ·
1988: Anja Fichtel ·
1992: Giovanna Trillini ·
1996: Laura Badea ·
2000: Valentina Vezzali ·
2004: Valentina Vezzali ·
2008: Valentina Vezzali ·
2012: Elisa Di Francisca ·
2016: Inna Deriglazova ·
2020: Lee Kiefer ·
2024: Lee Kiefer
1960: Gorochova, Petrenko, Proedskova, Rastvorova, Sjisjova, Zabelina ·
1964: Juhász-Nagy, Marosi, Mendelényi-Ágoston, Sákovics-Dömölky, Ildikó Ujlaki-Rejtő ·
1968: Gorochova, Petrenko-Samoesenko, Novikova, Tsjirkova, Zabelina ·
1972: Belova-Novikova, Gorochova, Petrenko-Samoesenko, Tsjirkova, Zabelina ·
1976: Belova-Novikova, Giljazova, Knjazeva, Sidorova, Nikonova ·
1980: Begard, Brouquier, Gaudin, Muzio, Trinquet ·
1984: Bischoff, Funkenhauser, Hanisch, Weber, Wessel ·
1988: Bau, Fichtel, Funkenhauser, Klug, Weber ·
1992: Bianchedi, Bortolozzi, Trillini, Vaccaroni, Zalaffi ·
1996: Bortolozzi, Trillini, Vezzali ·
2000: Bianchedi, Giacometti, Trillini, Vezzali ·
2008: Boiko, Lamonova, Nikichina, Sjanajeva ·
2012: Errigo, Di Francisca, Salvatori, Vezzali ·
2020: Deriglazova, Zagidoellina, Korobejnikova, Martjanova ·
2024: Dubrovich, Kiefer, Scruggs, Weintraub
- Gemeinsame Normdatei: 17376424X
- International Standard Name Identifier: 0000 0003 5951 6346
- Virtual International Authority File: 217554883
- WorldCat: E39PBJd3KyCChJ3j8wv7jvGbVC